# The Conflict (film 1916 Daly)
The Conflict è un cortometraggio muto del 1916 diretto da William Robert Daly. Sceneggiato da Rosa Raymond e prodotto dalla Selig, il film, di genere drammatico, aveva come interpreti Charles West, Fritzi Brunette, Jack Pickford, Vivian Reed, Frank Clark, Harry Lonsdale.

## Trama
Allan Newell, rettore della chiesa di St. Paul, dovendo andare all'estero, vorrebbe che al suo posto subentrasse Paul Gilbert, un giovane ministro in ascesa. Gilbert, però, riceve anche la proposta di occuparsi del Seamen’s Bethel situato nei bassifondi della città. Combattuto tra l'ambizione di occupare un posto prestigioso e quello di dedicarsi alle miserie della società, Gilbert decide di seguire la via più difficile, quella di servire il suo Maestro prendendosi cura dell'umile Bethel. Informa della sua decisione la fidanzata, Alice Morgan, che però non ha nessuna intenzione di scendere per lui nei bassifondi. Il fidanzamento è rotto e i due si lasciano.

Vicino al Seamen’s Bethel si trova l'Oasis, un locale di cui è proprietaria Nell Gail, una giovane rimasta orfana che un giorno incontra incidentalmente Harold Morgan, il fratello di Alice, che si innamora di lei. L'opera missionaria di Gilbert nel frattempo mostra i suoi frutti, uno dei quali, forse il più evidente, è quello che va a incidere sui guadagni dell'Oasis, sensibilmente ridotti da quando Gilbert opera in quelle vicinanze. Un giorno, Harold va nel locale, in cerca di Nell. Il giovane viene coinvolto in una partita a carte nel corso della quale un baro viene ucciso. Per l'omicidio viene arrestato Harold che viene processato. Gilbert, sempre preso dalla sua missione, riceve un giorno la lettera di un moribondo, Bill Boyle, che confessa di essere lui l'autore del delitto di cui è stato accusato Harold Morgan. Gilbert porta quel documento in tribunale, riuscendo a salvare Harold, il fratello della sua ex fidanzata. Alice ora si rende conto di amare ancora Gilbert e torna da lui, mentre Harold e Nell, anche loro, si uniscono in matrimonio.

## Produzione
Il film fu prodotto dalla Selig Polyscope Company.

## Distribuzione
Distribuito dalla General Film Company, il film - un cortometraggio in tre bobine - uscì nelle sale cinematografiche statunitensi il 24 luglio 1916.